# Helianthus porteri
Helianthus porteri là một loài thực vật có hoa trong họ Cúc. Loài này được (A.Gray) Pruski mô tả khoa học đầu tiên năm 1998.